# ぽてまよ
『ぽてまよ』は、御形屋はるかによる漫画作品と、それを原作にしたJ.C.STAFF制作の日本のアニメ作品、およびその劇中に登場する主人公の名。月刊4コマ漫画雑誌『もえよん』のち月刊漫画雑誌『コミックハイ!』（ともに双葉社発行）にて連載されたストーリー4コマギャグ漫画である。

## 作品概要
見た目は“猫耳（実際は角）の幼女”だが実は謎の生き物「ぽてまよ」と、その「保護者」森山素直の周りで巻き起こるできごとを描くなごみ系4コマ漫画で、創刊号以来「もえよんの看板漫画」として人気を博し、2005年1月号から休刊となる8月号まで、しばしば『もえよん』の表紙や巻頭カラーを飾った。2005年7月9日発売の8月号をもって掲載誌「もえよん」は休刊したものの、本作は同社の雑誌「コミックハイ!」に移籍して2011年1月22日発売の2月号まで連載された。2007年7月から9月までテレビアニメが放送された。
制服の変更について
掲載誌の変更に伴い、『もえよん』最終号で本作の「新制服デザイン」が公募された。このとき多数の応募者から2名のデザインが採用され、従来「角襟シャツにベスト・蝶ネクタイ・ハーフパンツ（女子はミニスカート）、冬期はブレザーとコート」というデザインから、「白襟セーラー服にデザイン入りのスカーフ・クラップドパンツ（女子は膝丈スカート。ただし、以上は冬期）」というデザインに変更されている。上着が男女共通である点や、青を基調とする配色は変更なし。これは劇中でも「新しい冬服」と紹介され、学校指定により変更されたという設定である模様。なお、テレビアニメ版では最初から変更後のデザインである。

## あらすじ
ある日、森山素直が学校に連れて来た不思議な女の子「ぽてまよ」。言葉はほとんど話せないが、そのかわいさで一躍クラスの人気者に。しかし、人の心が読めるぽてまよは、密かに素直に憧れているクラスメート・夏みかんには気を許さない。
そんなある日、ぽてまよと同じく不思議な女の子が現れる。巨大な鎌を持ち、無言で何でもぶった斬る恐い子だが、素直たちのクラスメート・高見盛京の作る「ぐちゅ玉」になついてしまったことから「ぐちゅ子」と名付けられる。
この物語は、そんな「ぽてまよ」と「ぐちゅ子」、そして素直たちとクラスメートとの日常を描く、ほのぼのギャグ漫画である。
なお、素直とその同級生たちは登場時中学2年であったが、実際の年度が進むとともに中学3年に進級し、コミックス4巻のラストで中学卒業を迎えた。

## 登場キャラクター

### メインキャラクター
森山 素直（もりやま すなお）
声 - 喜多村英梨
15歳（登場時14歳）
本作の主人公である男子中学生。何事にも動じない性格で、ぽてまよの様な不思議な生き物でさえ何となく受け容れてしまう。パン類、特に調理パンには目がなく、初芝のスーパーで大量に購入したり、風邪で倒れた際にもパンのふたを開けようとする動きをしていた。あまり感情を表に出さないが、心根は優しい。だが、父親の常軌を逸した愛情表現やボケなどには容赦がない。視力は0.001と強度の近視のため眼鏡がないと不自由する。ちなみに学校の成績はあまり良くない。母とは死別しており、父は海外に居る期間の長い民俗学者のため、一人暮らしをしている。高校進学の際は、父親とのわだかまりもあって当初は外部受験を目指していたが、みかんをはじめとする友人たちとの触れ合いの中で考えを改め、一緒に内部進学することを決意する。
ぽてまよ
声 - 花澤香菜
年齢不明
森山家の冷蔵庫から出てきた謎の存在で、見た目は三角状の黒い物とパンダ風の黒い尻尾の生えた幼い女の子。2頭身であり、特に下半身は腹から大腿にかけての区別が曖昧で、ぽってりした胴体に直接足が生えているようないわゆる脚の描写が無い人間離れした体型。大きな白いかぼちゃパンツをはいているため、周囲からは違和感なく幼女のように見られている。名前は、彼女が出てきた時に素直が朝食に食べていた調理パン「ほっくり・ぽてとマヨネーズ」から付けられた。
人の心が読めるらしく、また素直が大好きなので、同じく素直に憧れるみかんに警戒心剥き出しになる。言葉はほとんど話せないが、素直にだけは通じるらしい。かろうじて、素直を「すにゃ」「おっ」と呼ぶことができる。皇大からは「モチモチ」、とまりからは「ちびすけ」と呼ばれている。素直の頭上がお気に入り。ひどく驚くと、おもらしする癖がある。テレビコマーシャルの歌に合わせて踊るのが好き。第1話では、小さなナースキャップをかぶっていたが、第2話以降、頭の上が「とり」の定位置となったため、ナースキャップをかぶることはなくなった。「もえよん」掲載時は襟元に小さな十字架のついた貫頭衣状の青い服を着ていたのに対し、「コミックハイ!」では公募から選ばれたフリル状縁取りの青いワンピースを着ている。
移籍4話目では発情期を迎え、姿は幼女でも実は子どもではない (?) ことが判明。この際、普段よりもおもらしを繰り返していたが、皇大の説明によるとそれはいわゆるマーキング行為であった。ただし、発情期を迎えたとはいえ、行動そのものはやはり子どものそれである。基本的に何でも食べるが、ナスが嫌い。
原作5巻終盤にて、その正体が100年後の未来で製造された愛玩用植物「ふらぺちっと」である事が明かされる。生まれつき何の取り得も持たない為に売れ残っていたが、その不遇を案じた未来の残留思念によって現代へタイムワープさせられ、同様に孤独な素直と引き合わされたというのが、彼女とぐちゅ子が出現した真相だった。百ノ瀬の手で未来へ連れ戻されて素直たちの前から約一年間姿を消すが、最終話でみかんの歌声に導かれて森山家の冷蔵庫へ帰還を遂げた。
とり
ヒヨコだかインコだか分からない鳥。全身が黄色でまん丸。ある日ぽてまよの頭に落ちてきて以来、住み着いている。雑食性で、玉子そぼろおにぎりやチキンカレーの鶏肉も気にせずつつく。ぽてまよの頭部に花が咲いていた間は素直やぽてまよの周囲を飛び回っていた。言葉は話せず、鳥の鳴き声に似た声しか発しないが、みかんの妄想の中では一人称が「それがし」であるなど、古風な物言いをする。
たまチー
ぽてまよの頭頂部に生えてきた花が育って結実、そこから落ちた種から産まれたと推測される生き物。ぽてまよとぐちゅ子の復活を祝したパーティーの最中に部屋に落ちていたのを素直がくずかごに捨ててしまったためくずかごの中から誕生している。頭部に黒くて長い耳を持つウサギの様な姿で、大きさは耳を含めてぽてまよの半分程度である。真っ黒の瞳で無表情、声も発することは無いが、身体に似合わぬ大口を開けて様々なものにかぶりついたり、素直の顔が歪むほどのキスをする。修学旅行以降は執拗に無道にキスするようになったうえ、預かっていた無道の母のお気に入りになった。ぽてまよ同様に、素直によっておかずパン「たまごチーズサンド」から名付けられた。初登場時は寝ていた素直の股間に当たる部分におり、寝るときも素直の股間で寝ようとする。なお、男女・雌雄の別は定かではない。ちなみに、本人とまめそれぞれが生まれるまで数話に渡りぽてまよ、ぐちゅ子それぞれ頭上の花の成長が描かれていたが、全般的にぽてまよの方が成長が遅く、本人とまめの体格差はそれを反映したものと言える。原作終盤では親のぽてまよが姿を消した後も本人だけは素直の傍で暮らし続けていた。アニメ版では最終回で誕生が描かれたが声は無し。
夏 みかん（なつ みかん）
声 - 川澄綾子
15歳（登場時14歳）
素直に憧れているクラスメートで、八百屋「なっちゃん」の娘。学校ではパン係をしているが、実は素直には手作り弁当を食べて欲しいと思っている健気な娘。妄想癖があり、素直との恋愛関係を想像しては時々トリップしたり、行き過ぎた想像をして鼻血を吹いたりする。自宅の風呂で妄想したあげくにのぼせてしまい、救急車で運ばれたこともある。弟によくいじめられる。素直と仲良くするたびにぽてまよからは目の敵にされているが、全く気にせずに優しく接している。なお、素直以外でぽてまよの言葉をある程度理解できる数少ない人物でもある。中学卒業後は、素直らとともに内部進学することになった。
原作5巻では、素直と共に植物係となった百ノ瀬に嫉妬するが、彼女から自身の歌声を褒められた事がきっかけで仲良くなった。また音楽係になった事で「歌う」ことに興味を覚え始め、声楽部に入部した。彼女の歌声は「おしめりさん」の発見や、ぽてまよとぐちゅ子を現在へと帰還させる一因になるなど、物語の要所に関わっていく。
高見盛 京（たかみもり きょう）
声 - 甲斐田裕子
15歳（登場時14歳）
素直たちのクラスメートでみかんの友達でもあり、さっぱりした性格で面倒見がいい。奇異なネーミングセンスの持ち主だったり、思考が発散する癖があったりするため、幼稚園の頃からの幼馴染であるねねからはたびたび「馬鹿犬」呼ばわりされている。それでも変人だらけの登場人物の中では比較的まともな人物。脇役ながらもう一人の主人公といえる存在。お菓子、特に「ぐちゅ玉（トリュフ）」作りが得意で、それをぐちゅ子にあげるのが楽しみ。ぐちゅ子の「生臭いお礼」にも動じなかった。大きいバストの持ち主でもあり、後輩の女子からの人気が高い。学校の成績は悪かったが、中学卒業後は何とか素直らと一緒に内部進学することができた。
ぐちゅ子（ぐちゅこ）
声 - 辻あゆみ
年齢不明
ぽてまよ同様、森山家の冷蔵庫から出てきた謎の存在で、見た目はロングヘアの幼女。やはり2頭身。頭の両脇に一見すると角のようにも見えるが意思がありガムテや破壊光線を出す生き物を着けている。死神の持つようなドクロ付きの大鎌を持っており、無言で何でも真っ二つにするが、ガムテを用いてちゃんと修理もする。また履いているかぼちゃパンツは四次元ポケットのごとくあらゆる物を収納可能であり、大鎌は普段はここに収納している。あるとき京に「ぐちゅ玉（トリュフ）」をもらう様になり、クリスマスからは高見盛家の庭木に住み着いている。「ぐちゅ子」という名前は京によって命名され、いったん友人全員に却下されたものの、結局はそのまま定着した。世話になっている京へのお礼として、やっつけたばかりの新鮮なブタまるごと1頭を学校の彼女の机の上に置いたり、同様に牛まるごと1頭を高見盛家の庭に置くなど、その気持ちとは裏腹にありがたくない贈り物をすることが多々ある。ストーリーが進むにつれ登場回数が減少することもあったが、まめ登場に伴って再び登場機会も増加している。
終盤では、ぽてまよと同様に売れ残っていた防犯用の「ふらぺちっと」である事が発覚。攻撃的な性格が災いして一度販売元に返却された過去を持つ。百ノ瀬の手で一度は未来に連れ戻されるが、みかんの歌声に導かれて森山家の冷蔵庫へ帰還、京と再会した。
まめ
たまチー同様、あるとき、ぐちゅ子の頭頂部に咲いた花が結実して産まれたと推測される生き物。姿はたまチーに比べて人間の幼児に近く、まるで少女の様な顔を持つが、男の子（オス?）である。ロップイヤー（垂れ耳）種ウサギの様な耳を持つ。当初はぐちゅ子よりもだいぶ小さかったが、一晩で京の肩程度の身長にまで成長してしまい、現在では生みの親とも言えるぐちゅ子よりかなり大きくなっている。ぐちゅ子を「かかさま、かかさま」と慕うものの、ぐちゅ子には我が子としての認識は無い様で、むしろ京に甘える彼に対するヤキモチからか、彼を攻撃する素振りを度々見せる。またキスも当たり前なぐちゅ子に対する愛情表現があまりにも過激すぎるのも攻撃される原因になっている。ぐちゅ子と異なり京の父母にも懐いているため、高見盛家屋内で保護されている。名前は京の父・弘史が苦慮の末「斑目」（まだらめ）と名づけたが、京により「まめ」と略された。原作終盤では、ぐちゅ子が失踪した後も高見盛家で暮らし続けていた。アニメ版最終回に登場したが、やはり声は無し。
夏 哉純（なつ やすみ）
声 - 岡本信彦
14歳
みかんの弟。長身でみかんより頭一つ以上背が高い。極度のシスコンで時に欲情している節もあるが、その裏返しで、みかんに対してはぶっきらぼうな態度を取っている。中学は私立の有名バスケ校に進み寮に入っていたが、素直が姉のみかんをたぶらかしたと思い込み、2年になると同時に転校して来た。当然、素直を敵視しているが、性根は悪くないようでぽてまよや素直に対していま一つ冷たい態度に徹することができない。結果的に素直からは「いい奴」と思われている。
関 とまり（せき とまり）
声 - 釘宮理恵
10歳から11歳
小学5年生。移籍第3話にて自宅の栗を盗んだぐちゅ子を追跡中、たまたまお使いで通りかかったぽてまよと出会う。素直・みかん・哉純らと登校中のぽてまよに声をかけた際、哉純がみかんよりもらった素直とぽてまよとお揃いのみかん手編みの毛糸の帽子をみかんに対する照れ隠しと素直らに対するやきもちから、偶然声をかけてきたとまりに帽子をかぶせる。これをキッカケに、哉純を意識する様になる。元気で乱暴な言葉づかいをするため当初は男の子だと思われていたが実は女の子で、哉純に帽子をもらった翌日から、以前は履きたがらなかったスカートを履く様になった。「すばる」という名の赤ん坊の弟が居る。

### 素直たちのクラスメート
春日乃 ねね（かすがの ねね）
声 - 釘宮理恵
15歳（登場時14歳）
素直たちのクラスメートでみかんの友達。常に棒つきキャンディを口にしている。クールで意地悪な性格で言葉遣いはかなり乱暴。一人のときは自身も登場し、そして何故か恋人役が京の妖しげな創作ドラマを空想している。自宅は豪邸で、広いプールがあり、白髪白髭の執事もいる。京とは幼稚園の頃からの幼馴染だが、常に「馬鹿犬」呼ばわりしている。中学卒業後は、素直らとともに内部進学した。
桐原 無道（きりはら むどう）
声 - 時田光
15歳（登場時14歳）
素直たちのクラスメートで、通称「むったん」。男子チアリーダー部所属。ぽてまよが大好きだが嫌われており、バレンタインでチョコを渡す相手を間違えて、ねねのドレイにされてしまい、首輪を付けられるなど酷い扱いを受けるようになった。しかし時が経つにつれねねに恋するようになる。卒業間近になって、薫が嫉妬するほど素直と親しくなり、彼が進路を変えるきっかけを作った。中学卒業後は、素直らと一緒に内部進学した。
初芝 薫（はつしば かおる）
声 - 近藤孝行
15歳（登場時14歳）
「むったん」といつも一緒の男友達。唇が分厚く、やや不細工な顔である。むったんよりかなり大柄。むったんが好きで、彼と一緒なら死んでもいいと思うほど。自身の名前と同姓の選手が在籍していた千葉ロッテマリーンズのファンという設定である。学業が非常に優秀で、中学の卒業式では卒業生総代として答辞を述べた。卒業後は、素直らと一緒に内部進学した。
英 英子（はなぶさ えいこ）
声 - 矢作紗友里
通称「英ちゃん」。短めのツインテールが目印。なぜか悲惨な目に遭いがち。漫画では3巻まで殆ど出番はないが、アニメでは下記の蜂谷・椎名と共に何度も登場している。
蜂谷 美美（はちや よしみ）
声 - 藤村歩
肩のあたりまで伸びたストレート。少々天然ぎみの性格。
椎名 静（しいな しずか）
声 - 豊崎愛生
クセのついたウェーブがかった髪型。卒業式で男子に告白された。
ジャージ先生
声 - 安元洋貴
素直たちのクラスの担任。常にジャージを着用している。担当教科は国語。
2年、3年と連続して担任を務めているにも関わらず影が薄く、本人も気にしている。しかしここ一番で思い出してもらえる辺り、教師としては慕われているようである。またぽてまよをペットではなく一人の人間として扱い、中学卒業時には進路に迷う素直の家庭事情を気遣うなど、思いやりのある先生。
百ノ瀬（もものせ）
声 - なし
高校に進学した素直たちのクラスメイトとなった女子生徒。素直と共に植物係となり、彼に植物への興味を芽生えさせている。容姿や性格が素直に似ており、食べ物の趣味も小麦粉製のうどんであった為、みかんからは恋のライバルとして警戒されていたが、みかんの歌声を褒めた事で関係は改善した。実は皇大のファンであり、彼と対面したときは普段の落ち着いた態度から一変して大しゃぎする様を見せた。
その正体は素直のひ孫であり、100年後の未来で「ふらぺちっと」の研究を行う研究員。ぽてまよの飼育も担当しており、売れ残った彼女には「誰にでも咲くべき場所はある」と諭していた。現代を訪れた目的はぽてまよとぐちゅ子を未来へ連れ戻す事で、皇大が新種植物を発見した事をきっかけにそれを実行した。一年後、みかんの歌声に導かれたぽてまよ達は再び現代へ向かったが、「あの時代が彼女達の咲くべき場所」と判断した為、高祖母にあたる未来と会話を交わしながら二人を送り出した。

### 素直たちの親族・保護者など
森山 皇大（もりやま こうだい）
声 - 浜田賢二
素直の父で民俗学者。素直とは対照的に破天荒な性格をしている。普段はアフリカなど広く海外を巡っているらしいが、お盆や墓参り、亡妻の誕生日などの際には度々帰国して素直の前に現れる。健康ランドへ行った時、みかんの父と意気投合し、カラオケでデュエット曲を歌った。素直やぽてまよのことを可愛がっており、ぽてまよなどはある程度懐いてはいるが、素直は彼をあまり快く思っておらず、過剰なコミュニケーションに対して鉄拳を振るうことが多い。
原作5巻で実はかなり著名な学者であることが判明。また、素直たちと共に「おしめりさん」と呼ばれていた妖怪を調査、その正体が「人間の言葉を理解し反応する能力を持った新種植物」である事を解き明かして表彰を受けている。この植物が100年に渡る品種改良の末に「ふらぺちっと」になった模様。
森山 未来（もりやま みく）
声 - 井上喜久子
素直の母で、皇大の妻。故人。生前は明るく優しい女性で、幼少の素直を連れ、世界中を飛び回る皇大と行動を共にしていたが、その当時から病床に就くことが専らであった。その最期は素直と共に帰国した日本で、素直だけが看取る中で息を引き取ったらしい。その際、皇大は海外の仕事で間に合わなかったことが語られている。なお、彼女はそそっかしかった様で、特にミルクを温める際に失敗することが多く、この癖は素直にも遺伝してしまっている。
実は自身の死をきっかけに素直が孤独を抱えてしまったことが遺恨となって残留思念になっており、100年後の未来において居場所を失ったぽてまよとぐちゅ子を現代へとタイムワープさせることで彼と引き合わせ、両者の心を癒そうと考えていた。最後は百ノ瀬と共に再び現代への扉を開き、素直たちの下へ向かうぽてまよとぐちゅ子を見送った。
モリオ
声 - 安元洋貴
素直が母親と共に皇大の旅に付き添っていた幼少の頃、スタッフを務めていた現地人男性。浅黒い肌とつぶらな瞳、太い唇を持ち、南洋の人らしく明るく前向きで素直らの面倒もよく見ていた。未来と素直が帰国した後、素直から学んだ日本語（平仮名）を使って現地から素直へ寂しげな手紙を送ってきた。
原作5巻の後日談では村長となっており、10数年ぶりに南洋を訪れた素直と再会し、ぽてまよや素直の友人たちとも交友を深めた。
春日乃 綺蘭（かすがの きら）
声 - 久川綾
46歳
ねねの母親。タレント兼直森賞作家。ねねを「クソガキ」と呼び、ねねからは「バケモノ」と呼ばれ、度々顔を殴られるなど、親子仲はあまり良くない。特殊メイクと金儲けが得意。19歳にして、歴代最年少で直森賞（直木賞のもじり）を受賞。32歳で「刺身が古かった」という理由で離婚。44歳の時出したヌード写真集は大増刷が決定するほど売れた。この時の顔全てが全く違い、京達からも心の中でバケモノ扱いされていた。
春日乃・兄者ズ
声 - 小西克幸
26歳
ねねの兄たち。全員年齢が同じでそっくりなので、一卵性の三つ子と思われる。全員が濃いシスコンで、ねねに激ラブ。そのため、ねねに下僕として扱われ、何かと親しげにしている（こき使われているとも言える）無道を目の敵にしている。長男が松一（まついち）、次男が竹二（たけじ）、三男が梅三（うめぞう）。全員、眼鏡をかけている。髪の分け目の位置が、見分けるコツ。松一は左、竹二は中央、梅三は右から分けている。
松一は弁護士、竹二は税理士、梅三は刑事。全員忙しい仕事についているはずだが、ねねの隣にいることが多い。
高見盛 弘史（たかみもり ひろし）
声 - 小形満
45歳
京の父親。普段は山梨に単身赴任しており、移籍6話にて初登場。不在中に高見盛家に住み着いていたぐちゅ子にも動じず、彼女に小屋を建ててあげた。その反面、彼女からはかなり警戒されており、あまり好かれていない。
高見盛（母）
声 - 野中藍
京の母親。主婦。名前は不詳。庭に住み着いたぐちゅ子を見ても動じなかったばかりか、京の制止も聞かずに一時期ぐちゅ子をなんとか保護しようとしていた。現在は、京同様にぐちゅ子を温かく見守っている模様。嫌われてはいないが、何度か捕獲しようとしたこともあり、その度に反撃を受けている。
初芝 光（はつしば ひかる）
薫の父親。ショッピングモール「First Turf」轟店の店長。彼を含め、薫の家族は全員薫とほぼ同じ顔つきをしている。
桐原（母）
桐原無道の母。修学旅行の際にたまチーを預かったのがきっかけで大のお気に入りになり、家全体をたまチーのグッズで埋め尽くしてしまったほど。それ以来、何かにつけてたまチーを家に呼ぼうとする。

### その他のキャラクター
???（姓名不詳）
声 - 安元洋貴
ダンディーな服装で、線目のおっちゃん。甘いものが大好き。冬の終業式の朝に初登場。素直のすぐ後ろを歩いていたら、前日発売の新作ケーキバーを持っているのをぽてまよに気づかれ、ぽてまよと素直に1本ずつくれた。さらに、ほかに持っていたクッキーをすべてぽてまよに食われてしまった。クリスマスイブには、買ったばかりのブッシュ・ド・ノエルをぽてまよに食われた。バレンタインにも登場。持っていたベルギー製のチョコに食いついたぽてまよを「なかなか見込みがある」と評した。夏休み、素直がアイスを買いにコンビニに行った帰りに、道ばたで「家までガマンできずに」アイスを食べているところを素直に見つかった。甘いものに関する知識を得々と語る癖があるが、素直や周りの人には毎回のようにスルーされている。
コミック本編では名前が出ていないが、アニメDVD第2巻封入の解説書の説明では「チョコレートおじさん」とされている。
ダニー・リトル
声 - 矢作紗友里
蚤やダニの様に非常に小さく「ワシ帝国」を名乗る隻眼の女王 (?) 。ある朝（移籍5話目）、素直が飲んだ牛乳に入っていて飲み込まれてしまい、素直の頬の内側や歯を一日中攻撃して、素直に不機嫌な顔をさせていた。素直の口から出てすぐにとりによって食べられてしまうが、糞の中から復活した。
犬山（いぬやま）
声 - 井上喜久子
髪を結った眼鏡の女性。移籍7話に登場。会社帰りの深夜にコンビニに寄ることを日課としていたが、ある夜、こっそり買い食いに来たぽてまよと出会う。子どもの頃から小さい生き物が苦手で、当初はぽてまよにも拒絶反応を起こしていたが、ぽてまよに高い棚の品物を取ってあげている内に仲良くなり、会社帰りにぽてまよと会うのを密かな楽しみとする様になる。ある日素直に買い食いがバレて、外出を禁止されぽてまよがぱったりコンビニに来なくなり、一人寂しくコンビニ通いを続けていたところ、ぽてまよとの様子を見ていた店員の青年に告白され、交際を始めた模様。
猫山（ねこやま）
素直たちの中学校の修学旅行で、素直のクラスのガイドを勤めた女性。京都弁をしゃべり、おっとりとした性格で、かなりの巨乳でもある。一目見てぽてまよを気に入り、旅行中は胸の間に抱きしめるように挟んでいた。感情移入しやすいたちらしく、素直たちが帰る際には別れを惜しんで涙を流していた。

## 書誌情報

### 掲載誌
- もえよん 2004年8月号 - 2005年8月号（休刊により連載終了）
- 4KOMA VALENTINE 2005（K-BOOKS発行・非売品・1ページ）
- コミックハイ! 2005年10月号 - 2011年2月号

### 単行本
双葉社より「アクションコミックス」として刊行されている。
1. 2005年9月12日発売 10月12日初版発行 ISBN 4-575-93967-6
2. 2007年5月12日発売 6月12日第一刷発行 ISBN 978-4-575-94091-6
3. 2008年6月12日発売 7月12日第一刷発行 ISBN 978-4-575-94178-4
4. 2009年10月10日発売 10月10日第一刷発行 ISBN 978-4-575-94252-1
5. 2011年5月12日発売 ISBN 978-4-575-94317-7

## アニメ
2007年7月から同年9月まで独立UHF局などにて放送された。ナレーションは井上喜久子。
脚本やシリーズ構成を担当した池見友太は、監督の池端隆史、プロデューサーの里見哲朗、松倉友二、轟豊太らによる共同ペンネームである。

### スタッフ
- 原作 - 御形屋はるか
- 監督 - 池端隆史
- シリーズ構成・脚本 - 池見友太
- キャラクターデザイン・総作画監督 - 大木良一
- 美術監督 - 小林七郎
- 色彩設計 - 安藤智美
- 撮影監督 - 大河内喜夫
- 編集 - 坪根健太郎
- 音響監督 - 明田川仁
- 音楽プロデューサー - 伊藤善之
- 音楽 - 菊谷知樹
- プロデューサー - 轟豊太、野中郷壱、櫻井優香、松倉友二、里見哲朗
- アニメーションプロデューサー - 田部谷昌宏
- アニメーション制作 - J.C.STAFF
- 製作 - ぽてまよ製作委員会（バンダイビジュアル、双葉社、ランティス、J.C.STAFF）

### 主題歌
オープニングテーマ「片道きゃっちぼーる」
作詞・作曲 - 柏森進 / 歌 - MOSAIC.WAV
エンディングテーマ「うたたね」
作詞・歌 - 茶太 / 作曲 - 明音 / 編曲 - LittleLittle

### 各話リスト
| 話数  | 話数   | サブタイトル        | 絵コンテ | 演出       | 作画監督                                | 最速放送日    |
| ----- | ------ | ------------------- | -------- | ---------- | --------------------------------------- | ------------- |
| 1     | ぽて1  | ぽてまよ            | 池端隆史 | 川田剛     | 下谷智之                                | 2007年 7月6日 |
| 1     | ぽて2  | 来襲!謎の生物!!     | 池端隆史 | 川田剛     | 下谷智之                                | 2007年 7月6日 |
| 2     | ぽて3  | 愛しのあの子        | 池端隆史 | 浅野勝也   | 浅野勝也                                | 7月13日       |
| 2     | ぽて4  | 日曜日              | 池端隆史 | 浅野勝也   | 浅野勝也                                | 7月13日       |
| 3     | ぽて5  | 聖夜の奇跡          | 池端隆史 | 岡嶋国敏   | 阿部弘樹                                | 7月20日       |
| 3     | ぽて6  | それは大晦日 突然に | 池端隆史 | 岡嶋国敏   | 阿部弘樹                                | 7月20日       |
| 4     | ぽて7  | 2月と言えば節分と   | 池端隆史 | 飯村正之   | 木野下澄江                              | 7月27日       |
| 4     | ぽて8  | くさめの朝          | 池端隆史 | 飯村正之   | 木野下澄江                              | 7月27日       |
| 5     | ぽて9  | 春眠暁を覚えず      | 池端隆史 | 高山秀樹   | 武内啓                                  | 8月3日        |
| 5     | ぽて10 | 春の嵐              | 池端隆史 | 高山秀樹   | 武内啓                                  | 8月3日        |
| 6     | ぽて11 | 素敵な生活          | 池端隆史 | 小日向実   | 矢上孝一                                | 8月10日       |
| 6     | ぽて12 | 夏といえばプールと  | 池端隆史 | 小日向実   | 矢上孝一                                | 8月10日       |
| 7     | ぽて13 | 夏の終わりに        | 池端隆史 | 上田繁     | 井本由紀                                | 8月17日       |
| 7     | ぽて14 | 祭りの夜に          | 池端隆史 | 上田繁     | 井本由紀                                | 8月17日       |
| 8     | ぽて15 | おかいもの          | 池端隆史 | 浅野勝也   | 加藤万由子 鷲田敏弥                     | 8月24日       |
| 8     | ぽて16 | WINTER HAS COME     | 池端隆史 | 浅野勝也   | 加藤万由子 鷲田敏弥                     | 8月24日       |
| 9     | ぽて17 | もこもこウィンター  | 池端隆史 | 岡嶋国敏   | 宇津木勇 小宮山由美子                   | 8月31日       |
| 9     | ぽて18 | マイホーム          | 池端隆史 | 岡嶋国敏   | 宇津木勇 小宮山由美子                   | 8月31日       |
| 9     | ぽて19 | スーパースパ        | 池端隆史 | 岡嶋国敏   | 宇津木勇 小宮山由美子                   | 8月31日       |
| 10    | ぽて20 | 水無月に雨ふるふる  | 池端隆史 | 渡辺健一郎 | 木野下澄江                              | 9月7日        |
| 10    | ぽて21 | 若葉のころ          | 池端隆史 | 渡辺健一郎 | 木野下澄江                              | 9月7日        |
| 11    | ぽて22 | つぼみのきもち      | 池端隆史 | 渡辺健一郎 | 中山由美 加藤万由子                     | 9月14日       |
| 11    | ぽて23 | かあさんのこと      | 池端隆史 | 渡辺健一郎 | 中山由美 加藤万由子                     | 9月14日       |
| 12    | ぽて24 | 花                  | 池端隆史 | 池端隆史   | 大木良一 木野下澄江 中山由美 加藤万由子 | 9月21日       |
| 特典1 | 特典1  | 2000%増量中         | 錦織博   | 上田繁     | 中山由美                                | 未放映        |
| 特典2 | 特典2  | 重力三割増          | 錦織博   | 長井龍雪   | 中山由美                                | 未放映        |
| 特典3 | 特典3  | 犬山さんの日常      | 錦織博   | 長井龍雪   | 中山由美                                | 未放映        |
| 特典4 | 特典4  | おかいもの2         | 錦織博   | 春光旭     | 大木良一                                | 未放映        |
| 特典5 | 特典5  | 文化祭              | 池端隆史 | 山田一夫   | 大木良一                                | 未放映        |
| 特典6 | 特典6  | 文化祭その2         | 池端隆史 | 池端隆史   | 大木良一                                | 未放映        |

※特典はDVDの各巻に収録されている映像特典。

### 放送局
| 放送地域   | 放送局             | 放送期間                 | 放送日時           | 放送区分       | 備考                   |
| ---------- | ------------------ | ------------------------ | ------------------ | -------------- | ---------------------- |
| 東京都     | TOKYO MX           | 2007年7月6日 - 9月21日   | 金曜 25:30 - 26:00 | 独立UHF局      |                        |
| 千葉県     | チバテレビ         | 2007年7月7日 - 9月22日   | 土曜 25:35 - 26:05 | 独立UHF局      |                        |
| 神奈川県   | tvk                | 2007年7月7日 - 9月22日   | 土曜 26:30 - 27:00 | 独立UHF局      |                        |
| 埼玉県     | テレ玉             | 2007年7月9日 - 9月24日   | 月曜 26:00 - 26:30 | 独立UHF局      |                        |
| 京都府     | KBS京都            | 2007年7月10日 - 9月25日  | 火曜 25:30 - 26:00 | 独立UHF局      |                        |
| 兵庫県     | サンテレビ         | 2007年7月10日 - 9月25日  | 火曜 26:10 - 26:40 | 独立UHF局      |                        |
| 中京広域圏 | メ〜テレ           | 2007年7月11日 - 9月26日  | 水曜 27:08 - 27:38 | テレビ朝日系列 |                        |
| 日本全域   | BIGLOBEストリーム  | 2007年7月27日 - 10月12日 | 毎週金曜更新       | ネット配信     |                        |
| 日本全域   | AT-X               | 2007年8月23日 - 11月8日  | 木曜 9:30 - 10:00  | CS放送         | リピート放送あり       |
| 日本全域   | キッズステーション | 2008年1月17日 - 4月3日   | 木曜 24:00 - 24:30 | CS放送         | リピート放送あり       |
| 日本全域   | BS11               | 2014年12月31日           | 水曜 24:30 - 25:00 | BSデジタル放送 | 『ANIME+』枠 第1話のみ |

### 関連Webラジオ
BEAT☆Net Radio!およびランティスウェブラジオにて、『香菜とあゆみのまよらじ』が配信された。パーソナリティはぽてまよ役の花澤香菜とぐちゅ子役の辻あゆみ。

### その他
『もえたん』第11話には、ぽてまよとぐちゅ子がオブジェとして登場した。また、同作第12話ではぽてまよのポスターが登場した。これは両作品ともにバンダイビジュアルが製作・DVD発売にかかわっていることから。
部屋のオブジェとしてぽてまよと『月面兎兵器ミーナ』の水無月ミーナのキャラクターフィギュアが置かれている（どちらも声は花澤香菜。また、『月面兎兵器ミーナ』は『もえたん』同様川口敬一郎が監督を務めた作品）。
お風呂場でぐちゅ子がソープ容器として、その隣にあるコップには『極上生徒会』の桂みなも（厳密には制服が違うが）が登場している（どちらも声は辻あゆみ。また、『極上生徒会』の主役である蘭堂りの役は、『もえたん』の主役である虹原いんく役の田村ゆかりである）。